# Histoire de l'alphabet grec
| Alphabets phénicien et grec | Alphabets phénicien et grec | Alphabets phénicien et grec | Alphabets phénicien et grec | Alphabets phénicien et grec |
| N°                          | Phénicien                   | Phénicien                   | Grec                        | Grec                        |
| --------------------------- | --------------------------- | --------------------------- | --------------------------- | --------------------------- |
| 0001                        |                             | ʼāleph                      | Α                           | alpha                       |
| 0002                        |                             | bēth                        | Β                           | bêta                        |
| 0003                        |                             | gīmel                       | Γ                           | gamma                       |
| 0004                        | Daleth                      | dāleth                      | Δ                           | delta                       |
| 0005                        |                             | hē                          | Ε                           | epsilon                     |
| 0006                        |                             | wāw                         | Ϝ                           | di‑gamma vau                |
| 0006                        | Υ                           | wāw                         | u‑psilon                    |                             |
| 0007                        | Zayin                       | zayin                       | Ζ                           | zêta                        |
| 0008                        |                             | ḥēth                        | Η Ͱ                         | êta ħêta                    |
| 0009                        |                             | ṭēth                        | Θ                           | theta                       |
| 0010                        | Yodh                        | yōdh                        | Ι Ϳ                         | iôta jôt                    |
| 0020                        |                             | kaph                        | Κ                           | kappa                       |
| 0030                        | Lamedh                      | lāmedh                      | Λ                           | lambda                      |
| 0040                        | Mem                         | mēm                         | Μ                           | mu                          |
| 0050                        |                             | nun                         | Ν                           | nu                          |
| 0060                        | Samekh                      | sāmekh                      | Ξ                           | xi                          |
| 0070                        |                             | ayin                        | Ο                           | o‑micron                    |
| 0080                        |                             | pē                          | Π                           | pi                          |
| 0090                        |                             | ṣādē                        | Ϻ Ϟ                         | sˤan                        |
| 0100                        | Qoph                        | qōph                        | Ϙ                           | qoppa                       |
| 0200                        | Res                         | rēš                         | Ρ                           | rhô                         |
| 0300                        | Sin                         | šin                         | Σ Ϸ                         | sigma shô                   |
| 0400                        | Taw                         | tāw                         | Τ                           | tau                         |
| 0500                        |                             | wāw                         | Υ ϒ Ͷ                       | y‑psilon u‑psilon wau       |
| 0600                        |                             |                             | Φ                           | phi                         |
| 0700                        |                             |                             | Χ                           | chi                         |
| 0800                        |                             |                             | Ψ                           | psi                         |
| 0900                        |                             |                             | Ͳ Ϡ                         | zˤam‑pi                     |
| 1000                        |                             |                             | Ω                           | ô‑méga                      |

L’alphabet grec est, historiquement, à l'origine des alphabets modernes servant à écrire les langues européennes. Ce n’est pas une création ex nihilo, car il est dérivé des alphabets utilisés sur la côte de Phénicie, l’alphabet phénicien. Celui-ci est à proprement parler un abjad, un alphabet consonantique. Cependant, vers le IXe siècle av. J.-C., des matres lectionis y apparurent pour indiquer certaines voyelles, surtout des voyelles finales.
Premier alphabet à noter véritablement les voyelles, une nécessité pour la transcription des idiomes indo-européens, qui sont essentiellement flexionnels, il a évolué au cours du temps et a donné naissance à de nombreux alphabets ultérieurs. Ce système d'écriture s'est rapidement propagé à l'Est, vers la Phrygie et à l'Ouest, en Eubée. Hors de la Grèce, il fut d'abord adopté par les Étrusques pour transcrire leur propre langue.
L'alphabet grec n'est pas le premier système d'écriture utilisé par les Grecs de l'Antiquité ; en effet, à l'époque des Mycéniens (XVIe-XIIe siècle), ils utilisaient le linéaire B emprunté aux Crétois. Puis, durant les « siècles obscurs » (XIIe-VIIIe siècle) qui ont suivi la disparition de la civilisation créto-mycénienne, l'usage de l'écriture semble avoir disparu. C'est du VIIIe siècle, le début de l'époque archaïque, que datent les plus anciennes inscriptions grecques en écriture adaptée de l’alphabet phénicien qui nous sont parvenues

## L'origine de l'alphabet selon les Anciens
La Grèce antique, dans ses écrits, nous a laissé les témoignages de ses croyances sur l'origine de son écriture.
Homère, le premier, mentionne une écriture grecque lorsqu'il narre la légende de Bellérophon dans L'Iliade (VI, 168–170) :

« πέμπε δέ μιν Λυκίην δέ, πόρεν δ᾽ ὅ γε σήματα λυγρὰ 

γράψας ἐν πίνακι πτυκτῷ θυμοφθόρα πολλά, 

δεῖξαι δ᾽ ἠνώγειν ᾧ πενθερῷ ὄφρ᾽ ἀπόλοιτο. »

« Mais Prœtos envoya Bellérophon en Lycie, en lui remettant des signes funestes. Sur des tablettes repliées il avait tracé maint trait meurtrier ; il lui donna l’ordre de les montrer à son beau-père, afin qu’ils fussent sa mort. »

— Trad. Paul Mazon
Hécatée de Milet, un logographe (chroniqueur) du milieu du VIe siècle av. J.-C., attribue l'invention de l'écriture grecque à Danaos.
Hérodote, au Ve siècle av. J.-C., affirme que l'écriture grecque fut adaptée des Phéniciens. Il affirmait que cet emprunt s'était réalisé par l'entremise d'une colonie phénicienne, les Géphyriens, qui s'installa en Béotie. Les Grecs utilisaient le terme phoinikeia, les choses phéniciennes, pour désigner leur alphabet.
Pour Hyginus, les Parques créèrent cinq voyelles et les consonnes B et T et Palamède ajouta onze consonnes. Cet alphabet fut alors transmis en Grèce par Cadmos, venu avec les Phéniciens.
Diodore de Sicile dit ceci : Certains attribuent l'invention des lettres aux Syriens, desquels les Phéniciens les apprirent. Ils les communiquèrent aux Grecs lorsqu'ils vinrent en Europe avec Cadmos ; de là vient que les Grecs les appelèrent "lettres phéniciennes". Aux tenants de cette opinion, on répond que les Phéniciens ne furent pas les premiers à inventer les lettres, mais qu'ils en changèrent seulement la forme pour former d'autres caractères, qui ensuite devinrent communs sous le nom de "caractères phéniciens.
Plutarque, s'opposant à l'opinion d'Hérodote, affirme que les Géphyriens, et donc l'alphabet, proviennent d'Eubée ou d'Eréthrie.
La distinction entre Eta et Epsilon ainsi qu'entre Omega et Omicron, adoptée dans la forme ionienne de l'alphabet grec est traditionnellement attribuée à Simonide de Céos (556-469).

## Chronologie de l'adoption de l'alphabet

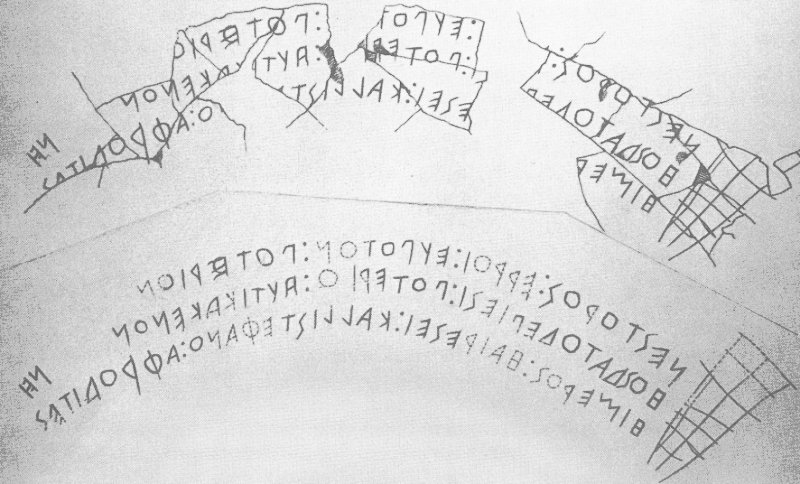
Texte de la Coupe de Nestor (écrit de droite à gauche).

La majorité des spécialistes estime aujourd'hui que l'alphabet phénicien fut adopté par les Grecs au début du VIIIe siècle av. J.-C.. Le plus ancien fragment épigraphique connu date de cette époque (770-750 av. J.-C.). Les plus vieux textes substantiels trouvés à ce jour sont l'« inscription du Dipylon » et le texte de la « Coupe de Nestor ». Ces deux textes, écrits avec l'alphabet de Cumae (cf. infra) remontent à la fin du VIIIe siècle av. J.-C.
Cependant, certains chercheurs font remonter l'alphabet grec à des dates bien plus anciennes : le XIe siècle av. J.-C. pour Naveh (1973), le XIVe siècle av. J.-C. pour Stieglitz (1981) et même le XVIIIe siècle av. J.-C. pour Bernal (1990). J. Février considère toutefois que l'alphabet grec ne peut en aucun cas être antérieur au Xe siècle av. J.-C. : avant cette date, les caractères phéniciens n'avaient pas encore tous acquis un graphisme compatible avec les caractères grecs dérivés. Il estime quant à lui l'apparition de ces derniers aux alentours de l'an 900 av. J.-C.
Quoi qu'il en soit, les recherches historiques confirment la thèse de l'origine phénicienne de l'alphabet grec, même si l'hypothèse d'une colonie phénicienne en Grèce est rejetée.

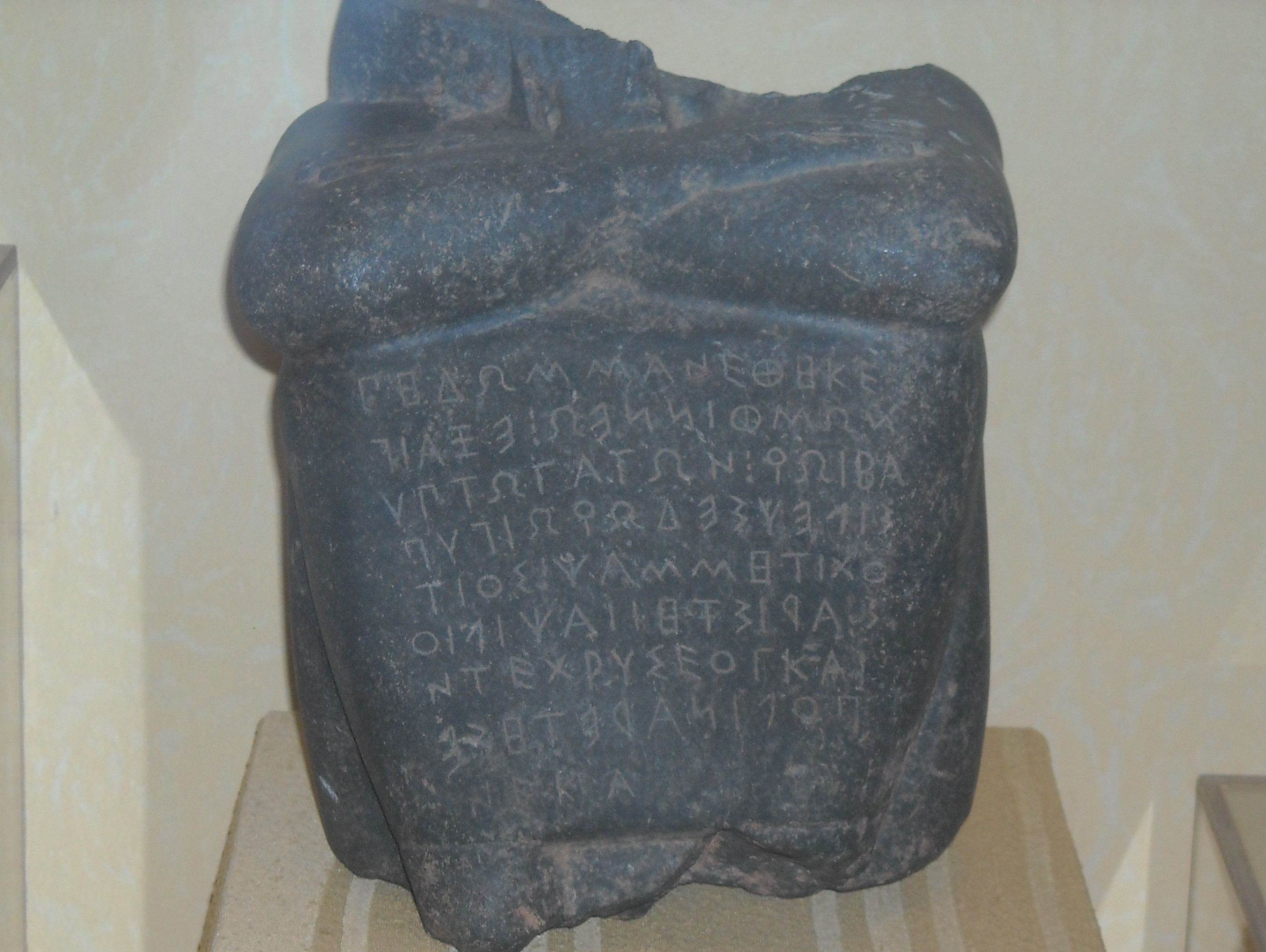
Inscription en boustrophédon - écriture ionienne archaïque. Musée de Hiérapolis, Turquie.

Les Grecs ont conservé les mots désignant les lettres phéniciennes, même s'ils ont remanié leurs formes et leurs appellations. Ainsi, le A phénicien, représentant un bœuf, était nommé « aleph » par ceux-ci. Le A grec, bien qu'ayant varié dans sa transcription, est appelé « alpha » ce qui indique son origine, « alpha » ne signifiant rien de particulier en grec. La plupart des noms de lettres grecques peuvent être expliqués d'une manière similaire. La perte du sens du nom accentua d'ailleurs la modification du mot lui-même.
Un autre indice de l'origine phénicienne est l'ordre des lettres, l'ordre levantin, qui fut conservé entre l'alphabet phénicien et l'alphabet grec. De plus, les plus anciens textes grecs connus sont écrits de droite à gauche, comme tous les abjads sémitiques.
Les alphabets archaïques utilisés en Grèce présentaient des variantes, d'autant plus que le sens d'écriture resta longtemps indécis (de droite à gauche, de gauche à droite et parfois même en boustrophédon) ; néanmoins certains traits communs (la même erreur de nommage de certains noms de lettres par rapport au terme originel, par exemple) indiquent que l'importation dans le monde grec a été un phénomène unique. Par l'étude des alphabets locaux, il est possible d'émettre des hypothèses sur le lieu où cet échange culturel a eu lieu.

## La restructuration de l'abjad phénicien

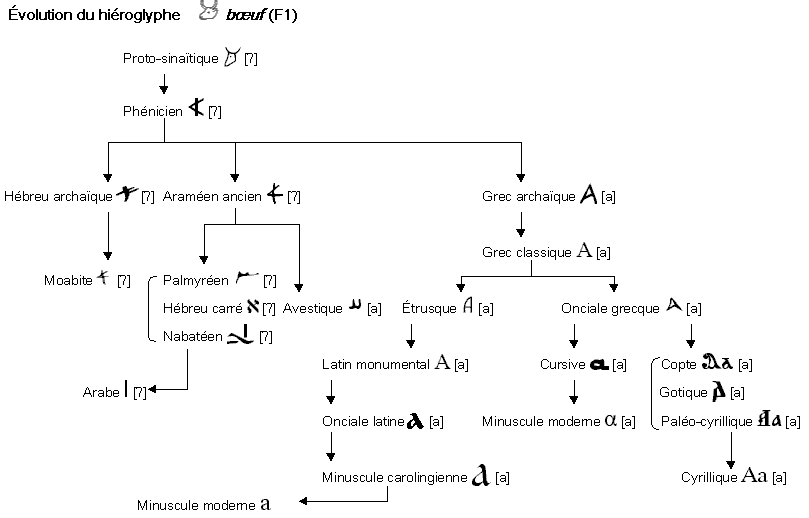
Évolution de la lettre A.

La majorité des lettres grecques transcrivaient approximativement les mêmes sons que les lettres phéniciennes. Cependant, comme les autres langues sémitiques, le phénicien comportait plusieurs gutturales (’āleph [ʔ], hē [h, e, a], ḥēth [ħ], et ‘ayin [ʕ]) sans équivalent en grec. Parmi celles-ci, seule ḥēth [ħ] fut conservée initialement en grec en tant que consonne pour indiquer un H aspiré. Les autres furent réutilisées pour devenir les voyelles alpha, epsilon et omicron. En outre, les matres lectionis waw (ou) et yōdh (i) devinrent respectivement les voyelles upsilon et iota et, dans certains dialectes, les semi-voyelles transcrivant approximativement les sons « w » et « y ».
Les noms des lettres étant acrophoniques, le ‘ayin fut rebaptisé ultérieurement omicron (« petit o ») pour conserver ce principe. Le ṭēth (T emphatique) fut utilisé pour noter le [tʰ] grec. Quant au qōph, il fut utilisé un temps en grec sous le nom de koppa ou qoppa (Ϙ), le temps de passer à l'étrusque et par la suite au latin (Q), mais il fut rapidement abandonné, sauf dans la numération. La lettre dérivée du waw, propre à certains dialectes, s'appela d'abord wau, puis fut rebaptisée digamma (par référence à la forme Ϝ, semblable à deux gammas « empilés ») longtemps après sa disparition totale de la langue grecque.
Le phénicien connaissait également quatre sifflantes, alors que le grec n'en possède qu'une seule. Le sāmekh, d'abord abandonné, fut ultérieurement réemployé pour noter le son [ks] (ksi). Quant au sigma, il tire son nom du sāmekh, mais son tracé est issu du šin. Une lettre grecque sampi (ϡ), d'origine incertaine, représentant un son proche de [ts] ou [ss], vécut un moment mais ne fut conservée que dans la numération.
Quelques nouveaux symboles, tels upsilon, phi, khi et psi furent également ajoutés à la fin de l'alphabet (c'est-à-dire après le tau). L'introduction de consonnes doubles peut s'expliquer par le fait qu'il s'agit là des seules combinaisons de consonnes permises en grec à la fin d'une syllabe. Ainsi, toutes les syllabes se terminent par une voyelle ou une seule consonne.

## Alphabets archaïques locaux
| Phénicien        |               |   |   |   |   |   |   |    |   |   |    |   |   |   |   |   |    |   |   |   |   |   |   |   |   |    |    |    |    |    |   |
| Vert             | Crétois       |   |   |   |   |   |   |    |   |   |    |   |   |   |   |   |    |   |   |   |   |   |   |   |   |    |    |    |    |    |   |
| Rouge            | Occidental    |   |   |   |   |   |   |    |   |   |    |   |   |   |   |   |    |   |   |   |   |   |   |   |   |    |    |    |    |    |   |
| Bleu             | Attique       |   |   |   |   |   |   |    |   |   |    |   |   |   |   |   |    |   |   |   |   |   |   |   |   |    |    |    |    |    |   |
| Bleu             | Ionien        |   |   |   |   |   |   |    |   |   |    |   |   |   |   |   |    |   |   |   |   |   |   |   |   |    |    |    |    |    |   |
| Ionien classique |               |   |   |   |   |   |   |    |   |   |    |   |   |   |   |   |    |   |   |   |   |   |   |   |   |    |    |    |    |    |   |
| Moderne          | Moderne       | Α | Β | Γ | Δ | Ε | Ζ | Η  | Θ | Ι | Κ  | Λ | Μ | Ν | Ξ | Ο | Π  | Ρ | Σ | Τ | Υ | Φ | Χ | Ψ | Ω |    |    |    |    |    |   |
| Prononciation    | Prononciation | a | b | g | d | e | w | zd | h | ē | tʰ | i | k | l | m | n | ks | o | p | s | k | r | s | t | u | ks | pʰ | kʰ | kʰ | ps | ō |

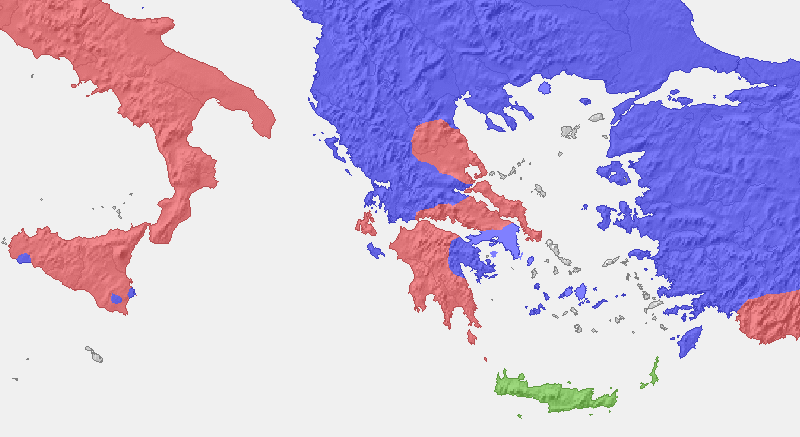
Distribution des groupes d'alphabets locaux d'après Kirchhoff (1887) :
Vert : crétois ;
Rouge : occidental ;
Bleu : attique, ionien.

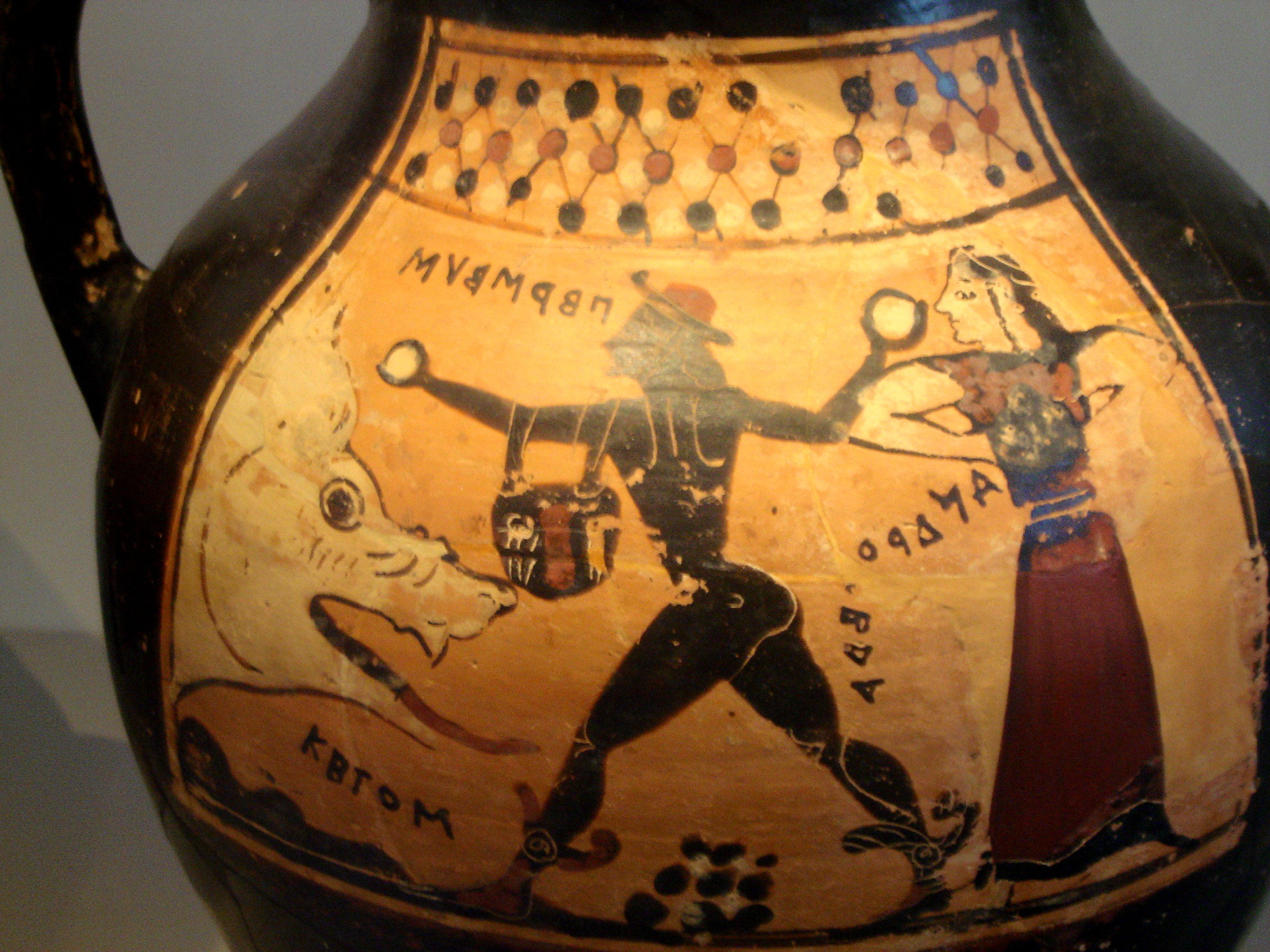
Vase corinthien archaïque : Les noms « Perseus » et « Andromeda » sont inscrits vers la gauche, mais « Ketos » vers la droite. Voir aussi l'orientation du sigma.

Du VIIIe au VIe siècle av. J.-C., des variantes locales de l'alphabet se développèrent. Ces alphabets ont été répartis en trois groupes par Adolf Kirchhoff en 1887 : il distingue les groupes vert (crétois), rouge (occidental) et bleu (attique, ionien et corinthien). Dans ces groupes, les lettres utilisées pour transcrire les sons « ps », « kh » et « ks » sont différentes. Dans les alphabets bleus, « ks » est transcrit par le symbole Ξ, « kh » par Χ et « ps » par Ψ. Dans les alphabets rouges par contre, « ks » est transcrit par Χ, « kh » par Ψ et « ps » n'est pas représenté par un seul signe, mais soit par phi-sigma, soit par pi-sigma, en fonction de la prononciation. Quant au groupe vert, il ne comportait pas ces lettres nouvelles. Dans le groupe rouge, il convient de mentionner particulièrement l'alphabet de Cumae (ou Kymi, en Eubée). Cette écriture est vraisemblablement celle qui donna naissance à l'alphabet latin par l'intermédiaire de l'étrusque.
Ce type d'emprunt n'est d'ailleurs pas unique : plusieurs peuples qui ne parlaient pas le grec, ni même, dans certains cas, une langue indo-européenne, ont utilisé l'alphabet grec et l'ont adapté à leur langue, formant des alphabets dits épichoriques. En Anatolie, c'est le cas des Phrygiens, des Lyciens, des Lydiens et des Cariens. Ces derniers ont la particularité d'avoir conçu un système d'écriture mi-alphabétique (avec des lettres grecques), mi-syllabique.
À l'aide de ces variantes et de quelques autres, on s'aperçoit que les alphabets archaïques et les groupes qu'ils forment correspondent aux routes commerciales de la mer Égée. De ces études, il ressort que l'emprunt de l'alphabet au phénicien aurait eu lieu au Liban actuel et que l'alphabet se serait répandu à travers le monde grec, en commençant par l'Eubée et Athènes.

## Évolution aux époques classique et hellénistique
C’est la variante alphabétique ionienne du groupe bleu qui finit par s'imposer au monde grec. En -403, son usage devint obligatoire à Athènes pour tout document officiel en lieu et place de l'ancienne variante attique. Son usage, trente ans plus tard, s'était étendu vers la Béotie et la Macédoine. À la fin du IVe siècle av. J.-C., il avait gagné la quasi-totalité du monde grec. En -403, l’alphabet ionien avait déjà évolué et utilisait des lettres différentes pour transcrire les ε et ο longs et courts, la lettre H (η) notant désormais le e long.
| Son  | Vieil attique | Ionien    |
| ---- | ------------- | --------- |
| [ħ]  | Η             | ( - )     |
| [ɛː] | E             | Η (eta)   |
| [eː] | Ε ou ΕΙ       | ΕΙ        |
| [ɔː] | Ο             | Ω (omega) |
| [oː] | Ο ou ΟΥ       | ΟΥ        |
| [kʰ] | Χ             | Χ (chi)   |
| [pʰ] | Φ             | Φ (phi)   |
| [ks] | ΧΣ            | Ξ (xi)    |
| [ps] | ΦΣ            | Ψ (psi)   |

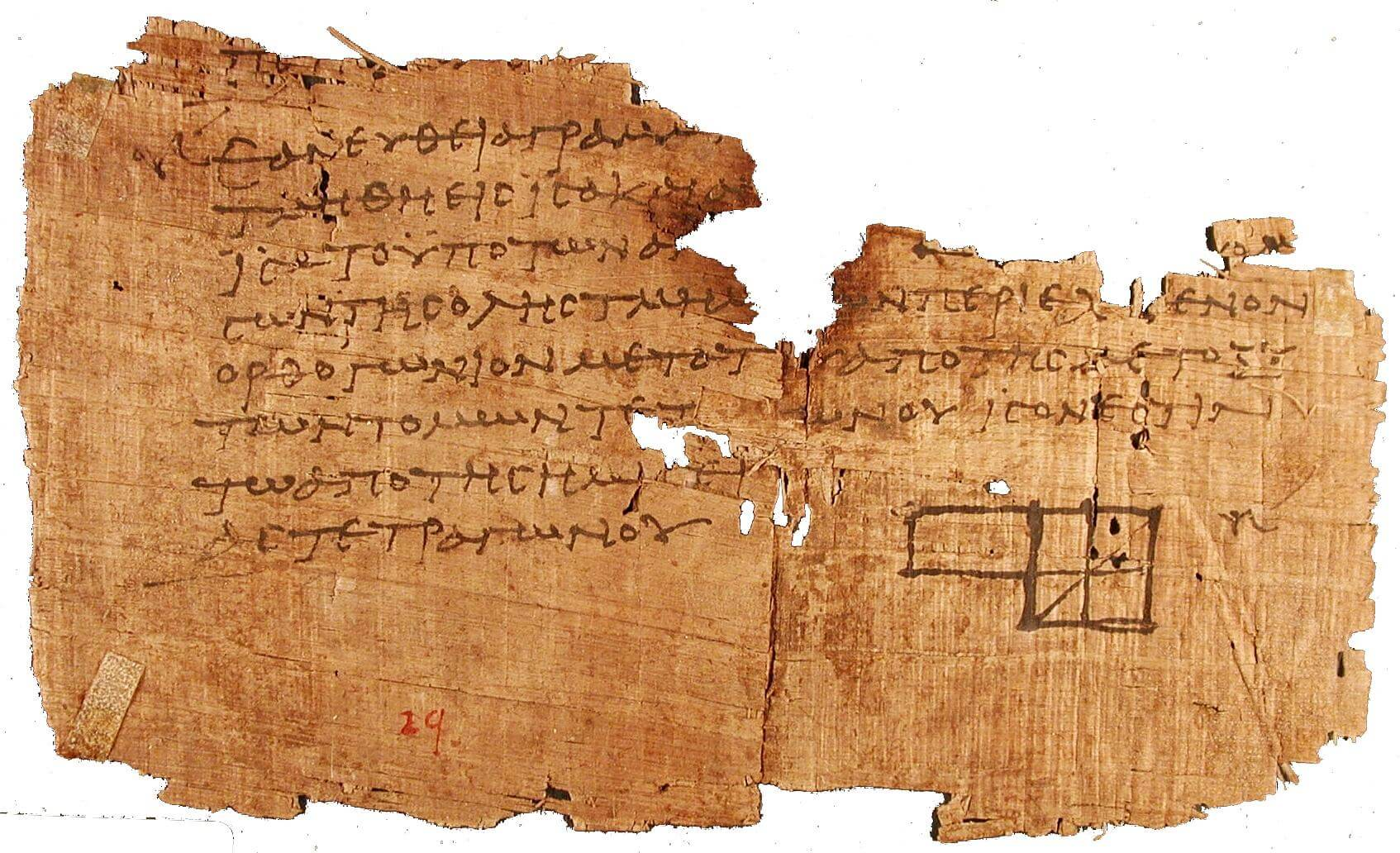
Majuscule,. Fragment des Éléments d'Euclide sur papyrus.

L'absence de lettre pour l'aspirée [ħ] ne posait pas de problème en dialecte ionien, mais l'attique connaissait encore ce son. On utilisa alors, à l'initiale, la partie gauche du Ħ ( ├ ) pour indiquer une aspiration et la partie droite pour indiquer son absence. Ces signes seront remplacés ultérieurement par l'esprit rude et l'esprit doux, respectivement.
L'introduction des signes diacritiques, des accents et de la ponctuation dans les textes manuscrits est attribuée à Aristophane de Byzance (IIIe – IIe siècle av. J.-C.). Cependant ces signes n'apparaîtront que très exceptionnellement dans l'épigraphie où l'on ne rencontre guère, de temps en temps, que des points séparateurs de mots ou de phrases, ou des traits horizontaux indiquant des chiffres. Dans les manuscrits, ce n'est qu'au IXe siècle qu'ils commenceront à être largement utilisés.
L’alphabet ionien devint donc d’un usage universel dans le monde hellénistique, se diffusant presque en même temps que la koinè, langue grecque commune. Seules de légères variantes locales subsistèrent sur le plan graphique durant toute l’Antiquité.

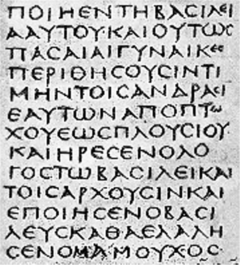
Onciale du IVe siècle, page de la Bible.

Mais à cette même époque, à côté de la capitale, anguleuse, utilisée en épigraphie, deux styles différents d'écriture se développèrent, adaptés tous deux à l'usage de l'encre et aux supports légers (le papyrus, ou, plus tard, le parchemin et le papier). L'onciale ou majuscule, apparue la première, était constituée de grandes lettres droites, similaires aux caractères épigraphiques, mais plus arrondie. Au IIIe siècle av. J.-C., tandis que l'onciale, qui fera preuve pendant de nombreux siècles d'une remarquable stabilité, continuait à être utilisée, surtout pour les livres, une cursive apparut. Celle-ci s'écartera progressivement du modèle oncial, avec des caractères plus petits, plus étirés, plus simples et avec de nombreuses ligatures. Elle était destinée aux autres écrits (lettres privées, documents de la vie quotidienne, etc.). Les ligatures, de même que l'avènement d'un sigma final (ς) distinct du sigma normal (σ), avaient d'ailleurs l'avantage de faciliter la lecture, en assurant l'autonomie des mots, que rien ne séparait. Dans la cursive, on distingue trois styles successifs : la ptolémaïque (IIIe – Ier siècle av. J.-C.), la romaine (Ier – IIIe siècle) et la byzantine (à partir du IVe siècle).

## Évolution au Moyen Âge

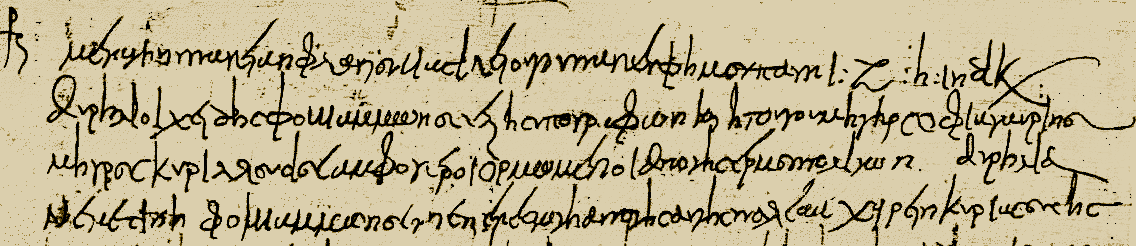
Cursive du VIe siècle (contrat privé) sur papyrus.

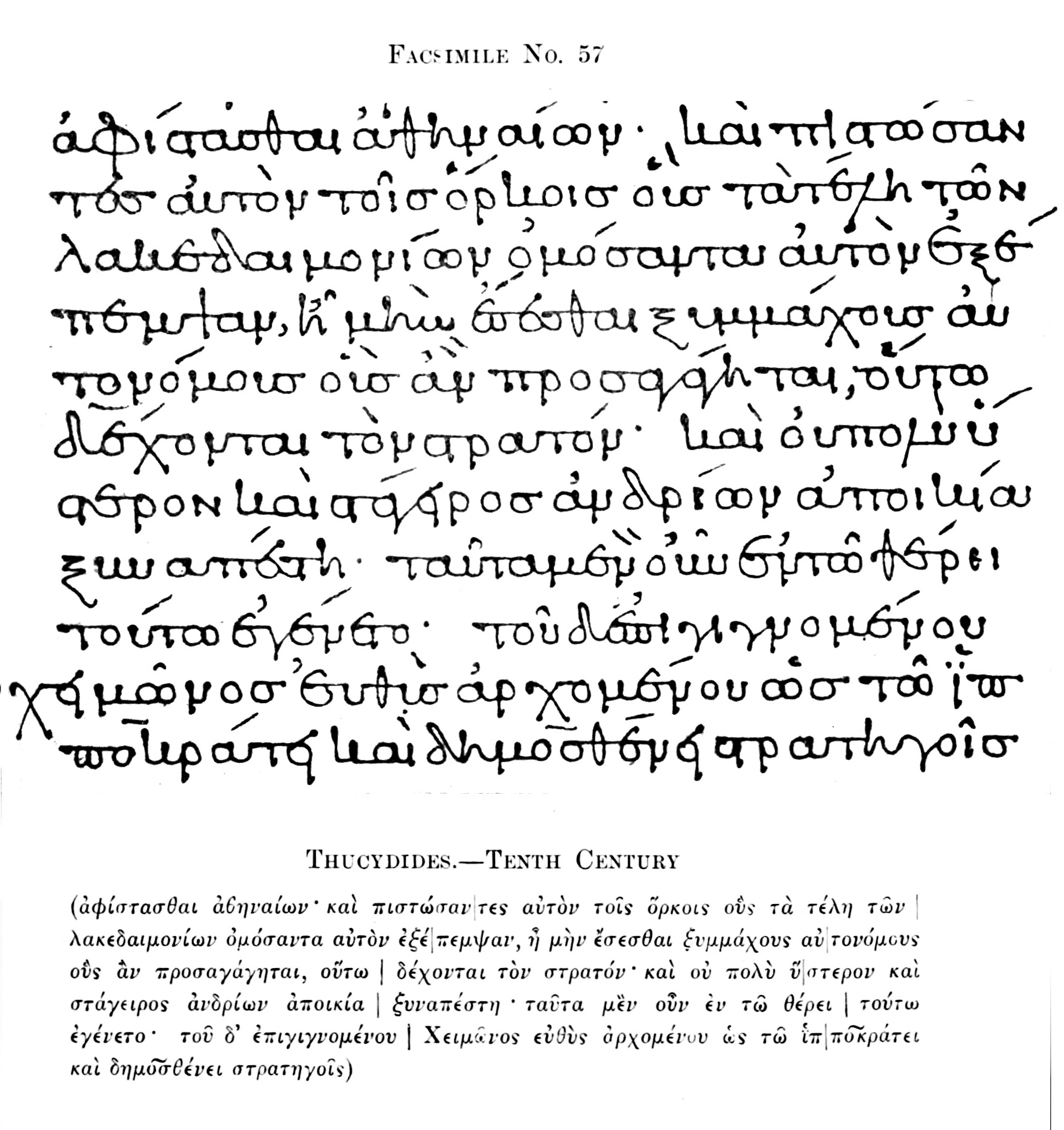
Exemple de codex vetustissimus en minuscules, du Xe siècle. Texte de Thucydide, Histoire de la guerre du Péloponnèse, 4, 88f.

Au milieu du IXe siècle, l'onciale fut remplacée, comme écriture de librairie, par une minuscule, comportant des caractères compacts, arrondis, provenant de l'ancienne cursive. Cette innovation se serait produite au monastère du Stoudion de Constantinople. Les manuscrits de cette époque sont appelés les codices vetustissimi (très vieux manuscrits). Par la suite, ce style se développa, empruntant davantage d'éléments encore à la cursive : à partir du milieu du Xe siècle, on parle de codices vetusti (vieux manuscrits), de recentiores (récents) à partir du XIIIe siècle et de novelli (nouveaux) après 1456 (débuts de l'imprimerie).

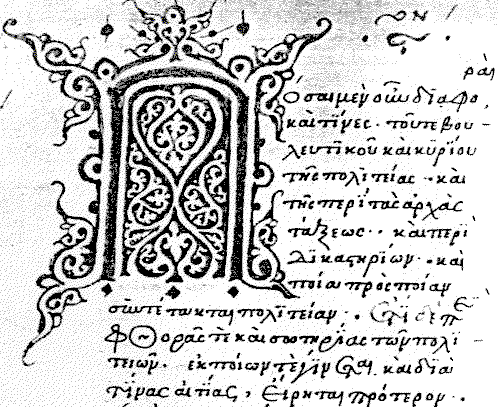
Minuscule tardive, XVe siècle. Texte d'Aristote, Politique, livre IV.

En même temps que la minuscule, l'écriture grecque médiévale adopta les espaces entre les mots, mais pas immédiatement de manière systématique. Auparavant, les mots se suivaient sans discontinuer ou, plus rarement, ils étaient séparés par un point à mi-hauteur ou un double point. Les accents toniques (aigus, graves et périspomènes), ainsi que les signes de ponctuation furent utilisés progressivement de manière plus régulière. Le iota souscrit (on écrit désormais ῃ et non ηι) fut utilisé avec les voyelles longues à partir du XIIIe siècle.
Dans les manuscrits médiévaux, les anciennes onciales étaient souvent employées conjointement avec les minuscules, pour les titres et pour mettre en relief l'initiale d'une phrase ou d'un paragraphe. Comme en latin, cette habitude fut à la base de l'établissement d'un alphabet bicaméral : les minuscules modernes dérivent de leurs homologues médiévales et les majuscules des onciales. Comme dans les manuscrits occidentaux également, des lettrines furent fréquemment utilisées en début de chapitre.

## Les textes imprimés

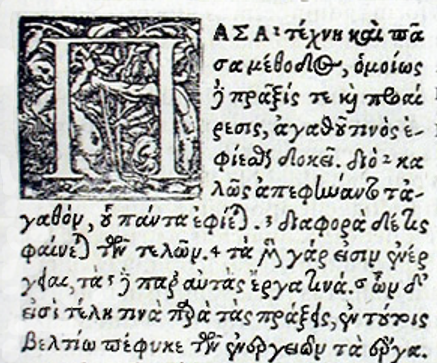
Texte imprimé, extrait d'une édition de 1566 d'Aristote, Éthique à Nicomaque.

Les premiers textes imprimés reprirent bien entendu les caractères manuscrits de leur époque, qui, dès lors, ne se modifièrent plus guère. On constate toutefois une diminution progressive de l'usage des ligatures et des abréviations. Pour la numération, on conserva néanmoins la ligature Ϛ (stigma valant sigma + tau) qui avait remplacé le digamma pour figurer le chiffre 6. Tout en gardant l'appellation « stigma », on lui substitue souvent le sigma final, les deux caractères étant proches dans leur graphisme.

## L'alphabet actuel

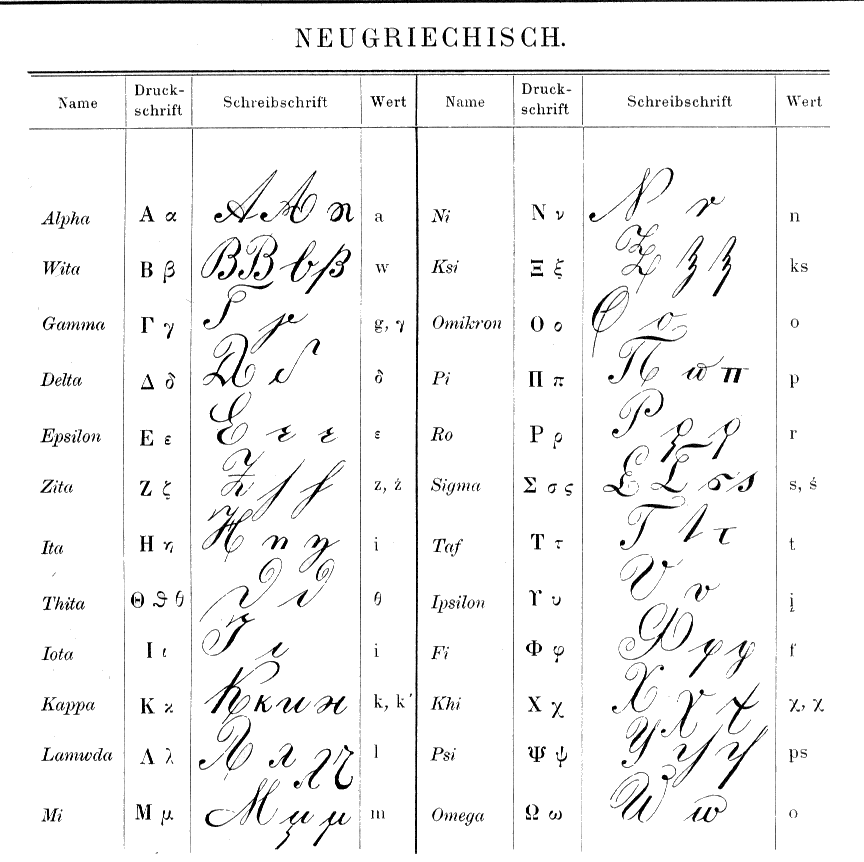
Écriture actuelle imprimée, écriture manuscrite ronde et prononciation moderne des noms des lettres.

À l'instar de ce qui s'est produit avec les caractères latins, une nouvelle écriture manuscrite a fait son apparition à côté des caractères imprimés. Certaines lettres y revêtent une forme sensiblement différente.
En 1982, l'orthographe monotonique a été adoptée officiellement. On a donc abandonné le système polytonique à trois accents (aigu, grave et circonflexe) pour ne conserver que l'accent aigu. Le grec avait en effet remplacé depuis longtemps les accents de hauteur par un accent d'intensité. Les aspirations initiales ne se prononçant plus depuis longtemps, les esprits ont été également abandonnés.
De manière plus générale, la prononciation du grec a profondément changé au cours d'une évolution entamée dès avant le début de notre ère, essentiellement par iotacisme et monophtongaison. Mais l'orthographe est restée conservatrice : de nombreux sons maintenant identiques continuent à s'écrire de manières différentes. D'autre part, des groupes de consonnes permettent aujourd'hui de noter des sons qui ne sont plus représentés dans l'alphabet, mais qui sont présents dans la langue, surtout dans des mots d'origine étrangère. C'est ainsi, par exemple, que le groupe nu-tau (ντ) permet de transcrire le son /d/, le delta se prononçant aujourd'hui /ð/ ; le groupe mu-pi (μπ) permet d'écrire le son /b/ qui a disparu depuis que le bêta a évolué vers le son /v/.

## Alphabets dérivés de l'alphabet grec
L'alphabet étrusque, utilisé dès le VIIe siècle av. J.-C., qui donnera naissance plus tard aux alphabets  latin et  runique, est un dérivé du grec, via les colonies de la Grande-Grèce. Il convient de remarquer que l'alphabet utilisé dans ces colonies n'était pas l'alphabet ionien, mais l'alphabet utilisé en Eubée. Ainsi l'écriture étrusque dérive non de l'alphabet grec classique, mais d'un alphabet archaïque de type « occidental ».
L'alphabet gotique, inventé probablement par l'évêque arien Wulfila, est une adaptation de l'alphabet grec dans sa graphie onciale.
Les Coptes d'Égypte se sont servis de l'alphabet grec oncial, auquel ils ont ajouté des caractères adaptés du démotique égyptien, pour écrire leur langue : c'est l'alphabet copte.
Au IXe siècle, les moines Cyrille et Méthode adaptèrent ce même alphabet grec, toujours dans sa graphie onciale, pour transcrire le vieux slave, créant ainsi l'alphabet glagolitique, ancêtre du cyrillique.